# Доситеј Тбилиски
Доситеј Тбилиски (ум. 12. септембра 1795) био је свештеник Грузијске православне цркве и проглашен за архиепископа иранског 1. марта 1795. године.
Доситеј је био свештеник-исповедник краљице Дарејан Дадијани, супруге грузијског краља Ираклија II, и митрополит тбилисијски. Када је град Тбилиси пао у руке окупационе војске Аге Мухамеда Кана Каџара, владара Ирана, после битке код Крцанисија у септембру 1795. године, група каџарских војника затекла је старијег Доситеја у храму Сиони како клечи пред иконом св. Богородице и бацио га на смрт у реку Куру.
Доситеј је касније канонизован за свештеномученика, а његов празник обележава се 12. септембра, на дан његове смрти.